# クリンガ
クリンガ（イタリア語: Curinga）は、イタリア共和国カラブリア州カタンザーロ県にある、人口約6,700人の基礎自治体（コムーネ）。

## 地理

### 位置・広がり

#### 隣接コムーネ
隣接するコムーネは以下の通り。括弧内のVVはヴィボ・ヴァレンツィア県所属を示す。
- フィラデルフィア (VV)
- フランカヴィッラ・アンジートラ (VV)
- ヤクルソ
- ラメーツィア・テルメ
- ピッツォ (VV)
- サン・ピエトロ・ア・マイダ

## 行政

### 分離集落
クリンガには、以下の分離集落（フラツィオーネ）がある。
- Acconia, Agrosini, Bellifico, Calavrici, Centone, Cerzeto, Ergadi, Ferriolo, Iencarella, Romatisi, San Salvatore, Torrevecchia, Trunchi, Turrina, Zecca